# Maurizio Bucci
Maurizio Bucci (Sant'Angelo del Pesco, 29 agosto 1923) è un diplomatico italiano.
Dal 16 novembre del 1979 al 21 febbraio del 1984 è stato direttore generale degli affari economici al ministero degli affari esteri. È stato ambasciatore a Damasco dal 1973 al 1976 e a Brasília dal 1976 al 1979.

## Biografia
Nato a Sant'Angelo del Pesco (IS), studia presso l'Università degli studi di Roma "la Sapienza", dove si laurea il 2 Agosto 1945. Dopo aver sostenuto il concorso diplomatico, è nominato volontario nella carriera diplomatico-consolare nel 1949.
Nel 1952 è nominato secondo segretario alla Rappresentanza Permanente d'Italia presso la NATO. Nel 1955 è nominato Console aggiunto a Parigi, dove diventerà terzo segretario di legazione (1956), poi secondo segretario di legazione (1957). Successivamente, è nominato primo segretario presso l'Ambasciata d'Italia in Lussemburgo (1958). Nel 1961 diventa Capo di Gabinetto del Vice Presidente della Commissione CEE. Nominato Consigliere di Legazione nel 1962, presta servizio presso la Rappresentanza Permanente d'Italia presso la CEE e la CEEA, a Bruxelles, in qualità di Consigliere. 
Diventato Consigliere d'Ambasciata nel 1967, è confermato alla Rappresentanza Permanente d'Italia presso le Comunità Europee in qualità di Primo Consigliere. 
Dopo la nomina a Ministro Plenipotenziario di seconda classe, diventa Ambasciatore a Damasco (1973). Successivamente nominato Ministro Plenipotenziario di prima classe, assume le funzioni di Ambasciatore d'Italia in Brasile nel 1976. Rientrato in Italia nel 1979, viene promosso al grado di Ambasciatore nel 1980. 
Viene nominato Rappresentante Permanente d'Italia presso le Nazioni Unite, a New York, nel febbraio 1984, ove presta servizio fino all'agosto 1988.
A seguito della cessazione dal servizio nel settembre 1988, assume la guida della società elettronica San Giorgio-Elsag, parte del gruppo Iri-Finmeccanica nel 1989.